# Elliot Handler
Pour les articles homonymes, voir Handler.
Elliot Handler (né le 9 avril 1916 à Chicago – mort le 21 juillet 2011 à Los Angeles) est le cofondateur de Mattel et un des créateurs, avec sa femme Ruth Handler, de jouets tels que la Poupée Barbie, Chatty Cathy (en), Creepy Crawlers et Hot Wheels.